# Rhacochelifer gracilimanus
Rhacochelifer gracilimanus es una especie de arácnido del orden Pseudoscorpionida de la familia Cheliferidae.

## Distribución geográfica
Se encuentra en las islas Canarias (España).